# 양효공 안맹담과 정의공주 묘역
양효공 안맹담과 정의공주 묘역(良孝公 安孟聃과 貞懿公主 墓域)은 서울특별시 도봉구 방학3동에 있는 조선시대의 무덤이다. 1982년 11월 13일 서울특별시의 유형문화재 제50호로 지정되었다.

## 개요
이 묘역은 연창군 양효공 안맹담(延昌君 良孝公 安孟聃, 1415~1462)과 그의 부인 정의공주(貞懿公主: ?~1477)를 합장한 곳이다. 이 묘역의 봉분은 쌍분이고, 신도비, 묘표 2기, 상석 2기, 문인석 2쌍, 3단 계체석 등의 석물이 남아 있다.
양효공의 본관은 죽산으로 함경도 도관찰출척사 안망지의 아들이다. 1428년(세종 10)에 14세의 나이로 세종의 둘째딸 정의공주와 결혼하였는데 부부의 금슬이 매우 좋았다고 전한다. 세종은 한강 가운데 있는 저자도와 낙천정을 하사하였다. 그는 초서를 잘 써서 서예가로 이름이 높았고 음악과 의학에도 통달하였다. 묘역의 묘표 2기는 쌍분 앞에 있어 정의공주가 왼쪽에 합장되었음을 알 수 있다. 묘표의 관석에는 여의 두문과 운문을 새겼는데 이는 조선 초기 일부 묘표에서만 찾아볼 수 있다.
1466년(세조 12) 묘소 동남쪽 아래에 신도비를 세웠다. 정인지가 비문을 지었고 안맹담의 4남 안빈세가 비문과 전액의 글씨를 썼다. 비는 이수, 비신, 귀부로 되어 있다.

## 현지 안내문

### 한글 설명
양효공 안맹담과 정의공주 묘역
良孝公 安孟聃, 貞懿公主 墓域
서울특별시 유형문화재 제50호
이곳은 양효공 안맹담(1415~1462)과 세종의 둘째 딸인 정의공주(?~1477)의 무덤으로, 서측이 안맹담, 동측이 정의공주 무덤이다. 이들은 1428년에 결혼하여 4남 2녀의 자녀를 두었다.
안맹담[본관 죽산(竹山)]은 초서를 잘 써 서예가로 이름이 높았으며, 활쏘기와 말타기에도 출중했다.
정의공주는 성품이 총명하고 지혜로우며 책력과 산술을 잘 이해했다. 세종대왕은 특별히 정의공주를 아껴 저자도(옥수동 동쪽 한강에 있었던 섬)와 낙천정(광진구 자양동에 있었던 정자)을 내려주기도 했다.
안맹담이 세상을 떠나자 조정에서는 양효공(良孝公)이라는 시호를 내려 주었다. ‘양(良)’은 온화하고 선량하다는 의미이며, ‘효(孝)’는 어질고 은혜롭게 어버이를 섬겼다는 의미이다.
불심이 깊었던 정의공주는 남편의 명복을 빌기 위해 1469년 『지장보살본원경』(보물 제966호)이라는 불경을 간행하기도 했다.
무덤 앞에는 안맹담의 행적을 기록한 신도비(神道碑), 석등(石燈), 문관의 형상을 한 문인석(文人石), 묘 앞에 세우는 비석인 묘갈(墓碣) 등이 세워져 있다.
조선 시대에는 2품 이상의 관직을 역임하고 뛰어난 업적을 남긴 사람의 생애와 업적을 기리는 신도비를 만들어 세웠다. 1466년에 세워진 안맹담의 신도비는 조선 초기의 신도비 양식을 대표하는 작품으로 손꼽힌다. 신도비의 윗부분에는 양효안공묘비라는 글씨가 전서체로 새겨져 있으며, 몸돌에는 안맹담의 생애와 업적에 대한 기록이 실려 있다. 신도비의 비문은 부부와 사돈이기도 한 하동부원군 정인지(1396∼1478)가 지었으며, 글씨는 부부의 넷째 아들인 안빈세(1445∼1478)가 썼다. 신도비 아랫부분의 거북돌은 경복궁에 한 쌍으로 있던 거북돌 중 하나를 왕명으로 가져온 것이라고 한다.

### 영문 설명
Tombs of An Maeng-dam and Princess Jeongui
Seoul Tangible Cultural Heritage No. 50
This site includes the tombs of An Maeng-dam (1415-1462) and Princess Jeongui (?-1477) on the left and right, respectively.
An Maeng-dam was from a prestigious family in the late Goryeo (918-1392) and early Joseon (1392-1910) periods. In 1428, he married Princess Jeongui, the second daughter of King Sejong (r. 1418-1450), and had four sons and two daughters. He was a renowned calligrapher and was also good at archery and horse riding. After he died, the royal court bestowed him the posthumous title of “Yanghyo,” meaning “good and filial.”
Princess Jeongui was intelligent and wise and had a good understanding of calendar science and arithmetic. King Sejong adored his smart daughter so much that he granted her an island called Jeojado in the Hangang River and a pavilion called Nakcheonjeong in today’s Jayang-dong, Seoul. She also had a thorough knowledge of Buddhism and, in 1469, published the Ksitigarbha Pranidhana Sutra (Great Vows of Ksitigarbha Bodhisattva, Treasure No. 966) to pray for her deceased husband.
Standing at the entrance to this site is a stele recording the life and achievements of An Maeng-dam. This stele was erected in 1466. Its epitaph was composed by Jeong In-ji (1396-1478), a prominent Confucian scholar of the early Joseon period, and calligraphed by An Bin-se (1445-1478), the fourth son of the couple. The stele body is standing on a large tortoise-shaped pedestal which was brought from Gyeongbokgung Palace by a royal order.

## 참고 자료
- 양효공 안맹담과 정의공주 묘역 - 국가유산청 국가유산포털